# Bolszakowo-Nowoje
Bolszakowo-Nowoje (ros. Большаково-Новое) – stacja kolejowa w Bolszakowie, w rejonie sławskim, w obwodzie królewieckim, w Rosji. Położona jest na linii Królewiec – Sowieck (linia została otwarta 1 października 1891). Budynek dworca powstał w czasach niemieckich.
Przed wojną Bolszakowo było ważnym węzłem kolei wąskotorowych. Stacja następnie służyła jako punkt tranzytowy pomiędzy koleją normalnotorową i wąskotorową. W okresie przynależności tych terenów do Niemiec do 1938 nosiła nazwę Groß Skaisgirren, a następnie Kreuzingen.